# Alexandre Müller
Alexandre Müller (sinh ngày 1 tháng 2 năm 1997) là tay vợt quần vợt người Pháp.
Müller có vị trí ATP đơn cao nhất là 314 vào ngày 15 tháng 5 năm 2017. Anh ấy cũng đạt được vị trí ATP đôi cao nhất là 426 vào ngày 26 tháng 12 năm 2016.
Müller đã có màn ra mắt chính thức ATP tại 2017 French Open sau khi nhận vé đặc cách vào vòng chính thức đơn nam. anh ấy bị đánh bại bởiThiago Monteiro ở vòng một.